# Praxillura tanseiana
Praxillura tanseiana är en ringmaskart som beskrevs av Imajima och Tokuichi Shiraki 1982. Praxillura tanseiana ingår i släktet Praxillura och familjen Maldanidae. Inga underarter finns listade i Catalogue of Life.